# Ministeri d'Afers Exteriors de Lituània

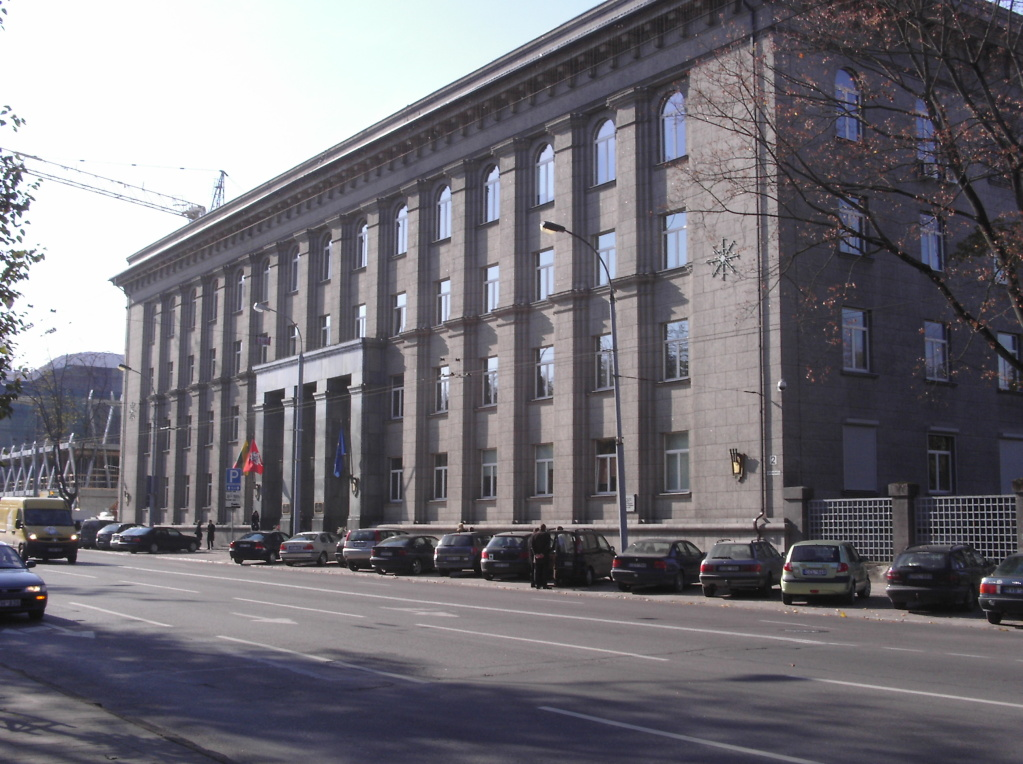
Edifici del Ministeri d'Afers Exteriors de Lituània, a Vílnius.

El Ministeri d'Afers Exteriors de Lituània (en lituà: Lietuvos Respublikos užsienio reikalų ministerija) és un dels catorze ministeris del Govern de Lituània. Té la seu a la capital, Vílnius. El 4 de novembre de 1918, poc després que Lituània restablís la independència, es va obrir l'oficina d'Afers Estrangers. La seva missió és la participació política de Lituània en Afers Estrangers i representar i protegir els interessos de l'Estat i dels seus ciutadans.